# Absorber energii
Absorber energii – amortyzator, element układu asekuracyjnego pochłaniający część energii wytworzonej w wyniku odpadnięcia wspinacza i dzięki temu ograniczający wartość siły hamującej lot. Absorberów używa się przede wszystkim podczas asekuracji na via ferratach, gdzie wpina się je pomiędzy łącznik uprzęży a lonżę (lonże przeznaczone do pokonywania via ferrat posiadają na ogół zintegrowany absorber). Istnieją również specjalne, wyposażone w absorbery energii ekspresy, których użycie podczas wspinaczki klasycznej w kruchej skale, lub przy dużych odległościach pomiędzy przelotami, zmniejsza siły działające na przeloty, chroniąc je przed wypadnięciem. Absorbery zalecane są także do asekuracji podczas wspinaczki lodowej.

## Zasada działania
Absorber może mieć postać metalowej płytki z wieloma otworami, przez które przewleczona jest lina. Gwałtowne jej pociągnięcie powoduje przesuwanie się liny przez otwory z odpowiednio dużymi siłami tarcia. Płytka nadaje się do wielokrotnego użytku, natomiast odcinek liny po odpadnięciu z dużym współczynnikiem należy wymienić.
Lekkie i poręczne (aczkolwiek również jednorazowe) absorbery mogą mieć postać odcinka taśmy odpowiednio złożonej i zszytej szwami, które przy rozciągnięciu taśmy z dużą siłą (spowodowaną hamowaniem lotu) stopniowo pękają.
Prymitywnym absorberem energii może być również odcinek liny z zawiązanymi wieloma węzłami (na przykład ósemkami), które zaciskają się podczas rozciągania liny.